# Línea 53 (EMT Madrid)
La línea 53 de la EMT de Madrid une Sol / Sevilla con la calle de Arturo Soria, en su confluencia con la calle de López de Hoyos, en el barrio de Atalaya (Ciudad Lineal).

## Características
La línea comunica estos dos puntos recorriendo parte de las calles Goya y Alcalá, pasando por el Parque de las Avenidas y el barrio de San Pascual. En sus orígenes reemplazó a una línea de trolebús entre la Puerta del Sol y el Parque de las Avenidas. Cuando se construyó el Barrio Blanco, se alargó hasta el mismo, teniendo su cabecera en la calle Madre Antonia París. En 1992 se amplió su recorrido al Parque de San Juan Bautista, tras la construcción del puente de la calle Torrelaguna sobre la autovía del Nordeste, adquiriendo la denominación Puerta del Sol - Parque San Juan Bautista.
Hasta 2006, la cabecera central estaba en las dársenas de la Puerta del Sol, pero con motivo de las obras para la construcción de la estación de cercanías, la cabecera de la línea se ha ido reubicando en el entorno. El 26 de septiembre de 2011, el itinerario de la línea se prolongó desde la confluencia de la calle Torrelaguna con la calle José Silva hasta la calle Arturo Soria, siguiendo el recorrido de la calle Torrelaguna y la calle de López de Hoyos. Esta prolongación facilitaba el acceso de los usuarios al Centro de Salud de Vicente de Muzas, ubicado en la calle del mismo nombre, además de enlazar con otros servicios de la EMT del eje de Arturo Soria. Desde entonces, la línea tiene la denominación actual.
El 26 de mayo de 2014, cambia el nombre de la cabecera de Sol por "Sol-Sevilla".

### Frecuencias
| Lunes a viernes laborables |               |
| De 6:00 a 7:00             | 12-14 minutos |
| De 7:00 a 20:00            | 8-12 minutos  |
| De 20:00 a 23:00           | 8-17 minutos  |
| Sábados laborables         |               |
| De 6:00 a 11:00            | 11-24 minutos |
| De 11:00 a 21:00           | 10-14 minutos |
| De 21:00 a 23:00           | 10-20 minutos |
| Domingos y festivos        |               |
| De 7:00 a 11:00            | 13-30 minutos |
| De 11:00 a 22:00           | 13-18 minutos |
| De 22:00 a 23:00           | 15-22 minutos |

## Recorrido y paradas

### Sentido Arturo Soria
La línea inicia su recorrido en la calle Cedaceros, por la que se desvía girando a la derecha para salir a la calle de Alcalá.
Recorre esta calle a continuación hasta la Plaza de Cibeles, donde toma el Paseo de Recoletos hasta la Plaza de Colón, donde gira a la derecha incorporándose a la calle Goya, por la que sube hasta el cruce con la calle de Alcalá. En este cruce gira a la izquierda para circular por la calle de Alcalá hasta la Plaza de Toros de Las Ventas.
Al llegar a las inmediaciones de la plaza, gira a la izquierda para circular por la calle Francisco Altimiras, rodeándola por ésta y la Avenida de los Toreros para girar poco después a la derecha por la calle Biarritz, por la que se dirige hacia el Parque de las Avenidas.
Dentro del Parque de las Avenidas circula por la Avenida de Bruselas y la calle Bristol, por la cual sale cruzando sobre la M-30 por un puente para entrar en el barrio de San Pascual por la Avenida de Badajoz, por la que circula hasta la intersección con la calle Torrelaguna. En este punto, gira a la izquierda y circula por dicha calle hasta su confluencia con la calle López de Hoyos, por la cual continúa hasta la intersección con la calle Arturo Soria, donde, tras realizar un cambio de sentido, se localiza la cabecera de la línea.
| Código | Parada                                  | Común con                | Conexiones con Metro y Cercanías | Otros |
| ------ | --------------------------------------- | ------------------------ | -------------------------------- | ----- |
| 2004   | LAS CORTES (C/ Cedaceros, 11)           |                          | Sevilla                          |       |
| 5239   | Círculo de Bellas Artes                 | 5 15 20 51 150           |                                  |       |
| 72     | Cibeles-Casa de América                 | 5 14 27 37 45 150 C03    | Banco de España                  |       |
| 65     | Biblioteca Nacional                     | 5 14 27 45 150 C03       | Colón Recoletos                  |       |
| 670    | Colón                                   | 21                       | Serrano                          |       |
| 672    | Goya-Velázquez                          | 21                       | Velázquez                        |       |
| 674    | Goya-Príncipe de Vergara                | 21                       |                                  |       |
| 676    | Felipe II                               | 21                       | Goya                             |       |
| 5451   | Alcalá-Goya                             | 43                       |                                  |       |
| 680    | Alcalá-Hermosilla                       | 21 43 146                |                                  |       |
| 682    | Alcalá-Manuel Becerra                   | 21 43 146 E5             | Manuel Becerra                   |       |
| 685    | Alcalá-Parque Bomberos                  | 12 21 38 106 110 146 210 |                                  |       |
| 686    | Alcalá-Bocángel                         | 12 21                    |                                  |       |
| 1233   | Ventas                                  | 21                       | Ventas                           |       |
| 688    | Avenida de los Toreros                  | 74                       |                                  |       |
| 689    | Biarritz                                | 43 74                    |                                  |       |
| 690    | Bruselas                                | 43 74                    | Parque de las Avenidas           |       |
| 5817   | Plaza de Venecia                        | 122                      |                                  |       |
| 694    | Tanatorio M30                           | 122                      |                                  |       |
| 696    | Avenida de Badajoz                      | 122                      |                                  |       |
| 5466   | Torrelaguna-Avenida de Badajoz          | 122                      |                                  |       |
| 699    | Torrelaguna-Condesa de Venadito         | 122                      |                                  |       |
| 701    | Torrelaguna-Ramírez de Arellano         | 122                      |                                  |       |
| 703    | San Juan Bautista                       |                          |                                  |       |
| 705    | Sorzano                                 |                          |                                  |       |
| 707    | Avenida de la Paz                       |                          | Avenida de la Paz                |       |
| 2024   | López de Hoyos-Clínica San Juan de Dios | 9 72 73                  |                                  |       |
| 5768   | ARTURO SORIA (C/ López de Hoyos, 305)   |                          |                                  |       |

### Sentido Sol / Sevilla
El recorrido de vuelta es igual a la ida pero en sentido contrario con dos excepciones:
- La línea circula por las calles Luis Calvo, Colomer y Julio Camba en vez de por Francisco Altimiras y Biarritz.
- Al llegar a la cabecera, girando a la calle Sevilla, Carrera de San Jerónimo y Cedaceros desde la calle de Alcalá.

| Código | Parada                                  | Común con                                      | Conexiones con Metro y Cercanías | Otros |
| ------ | --------------------------------------- | ---------------------------------------------- | -------------------------------- | ----- |
| 5768   | ARTURO SORIA (C/ López de Hoyos, 305)   |                                                |                                  |       |
| 2025   | López de Hoyos-Clínica San Juan de Dios | 9 72 73                                        |                                  |       |
| 708    | Avenida de la Paz                       |                                                | Avenida de la Paz                |       |
| 706    | Sorzano                                 |                                                |                                  |       |
| 704    | San Juan Bautista                       |                                                |                                  |       |
| 702    | Torrelaguna-Emilio Vargas               |                                                |                                  |       |
| 700    | Torrelaguna-Condesa de Venadito         | 122                                            |                                  |       |
| 698    | Torrelaguna-Avenida de Badajoz          | 122                                            |                                  |       |
| 276    | Avenida de Badajoz                      | 122                                            |                                  |       |
| 695    | Tanatorio M30                           | 122                                            |                                  |       |
| 709    | Bristol                                 | 122                                            |                                  |       |
| 693    | Plaza de Venecia                        | 43 74                                          |                                  |       |
| 5264   | Bruselas                                | 43 74                                          | Parque de las Avenidas           |       |
| 710    | Luis Calvo                              | 74                                             |                                  |       |
| 711    | Avenida de los Toreros                  | 74                                             |                                  |       |
| 712    | Ventas                                  |                                                | Ventas                           |       |
| 5146   | Alcalá-Parque Bomberos                  | 21 38 106 110 146 210                          |                                  |       |
| 684    | Manuel Becerra                          | 21 38 106 110 146 210                          |                                  |       |
| 683    | Alcalá-Manuel Becerra                   | 21 43 146                                      | Manuel Becerra                   |       |
| 681    | Alcalá-Hermosilla                       | 21 43 146                                      |                                  |       |
| 679    | Alcalá-Goya                             | 21 43 146                                      | Goya                             |       |
| 4521   | Felipe II                               | 21                                             | Goya                             |       |
| 675    | Goya-Príncipe de Vergara                | 21                                             |                                  |       |
| 673    | Goya-Velázquez                          | 21                                             | Velázquez                        |       |
| 671    | Colón                                   | 21                                             | Serrano                          |       |
| 5626   | Biblioteca Nacional                     | 5 14 27 45 150                                 | Colón                            |       |
| 68     | Recoletos                               | 5 14 27 37 45 150 C03                          | Recoletos                        |       |
| 69     | Cibeles                                 | 1 2 9 15 20 51 52 74 146 Exprés Aeropuerto 001 | Banco de España                  |       |
| 3689   | Sevilla (solo descenso)                 | 5 15 20 150 002                                | Sevilla                          |       |
| 2004   | LAS CORTES (C/ Cedaceros, 11)           |                                                | Sevilla                          |       |

## Galería de imágenes

Mapa zonal de la estación de metro de Serrano con los recorridos de las líneas de autobuses, entre las que aparece el 53.
Mapa zonal de la estación de metro de Velázquez con los recorridos de las líneas de autobuses, entre las que aparece el 53.
Mapa zonal de la estación de metro de Ventas con los recorridos de las líneas de autobuses, entre las que aparece el 53.
Mapa zonal de la estación de metro de Parque de las Avenidas con los recorridos de las líneas de autobuses, entre las que aparece el 53.